# Baukje Galama
Barbara Anna Hildegonda „Baukje“ Galama, auch B.A.H. Galama (* 19. Januar 1957 in Haskerdijken), ist eine niederländische Politikerin (VVD).
Galama wuchs in Friesland auf und begann ihr politisches Engagement 1994 als Beigeordnete (Wethouder) der Gemeinde Weststellingwerf für die rechtsliberale VVD. Nach einer Niederlage bei den Gemeinderatswahlen schied sie 1998 aus ihrem Kommunalamt aus. Von 2001 bis 2005 war Galama Interimsdirektorin der Sozialeinrichtung Stichting Welstad in Weststellingwerf. Von 2003 bis 2007 war sie Abgeordnete des Provinciale Staten von Friesland. Am 1. Juli 2005 wurde sie Bürgermeisterin der Inselgemeinde Vlieland, in der sie für die dortigen 1150 Einwohner (und 400.000 Touristen jährlich) zuständig war.
Vom 1. September 2009 bis zum 16. Februar 2018 war sie als Nachfolgerin von Jur Stavast Bürgermeisterin der Stadt Stadskanaal bei Groningen (etwa 32.000 Einwohner).